# 멱영원
멱영원(冪零元, 영어: nilpotent element)은 거듭제곱하여 0이 되는, 환의 원소다.

## 정의
유사환 {\displaystyle R}의 원소들 가운데 멱영원은 다음 성질을 만족하는 원소 {\displaystyle r\in R}이다.
- 양의 정수 {\displaystyle n}이 존재하여,

{\displaystyle r^{n}=\underbrace {rr\cdots r} _{n}=0}
가환환의 경우, 멱영원들의 집합은 아이디얼을 이루며, 이를 영근기라고 한다.

## 같이 보기
- 멱일원
- 축소환